# Sittenfilm
Ein Sittenfilm ist ein Film, der unter dem Mantel der Aufklärung tabuisierte Themen, meist aus dem Bereich der Sexualität, behandelt.

## Beschreibung
Das Filmgenre der „Sittenfilme“ diente der erotischen Unterhaltung und erlebte in Deutschland seinen Höhepunkt ab etwa 1918, begünstigt durch die Tatsache, dass es zwischen November 1918 und Mai 1920 keine Filmzensur gab. Gegen Ende der 1920er-Jahre erlebte das Genre eine kurze Renaissance.
In ihrer dramaturgischen Struktur orientierte sich die Mehrzahl der Filme an Kriminalfilmen und dem Melodrama. Die Handlung diente aber nur als Motor zur Darstellung von genretypischen Schlüsselszenen wie Verführung, Entkleidung, Vergewaltigung, Fetischismus und sexueller Perversion. Im Mittelpunkt stand dabei nicht Freude an der Sexualität, sondern die Zwänge und die Gewalt, die sie auf Menschen ausübt.
Auch wenn der „Sittenfilm“ oft mit dem Aufklärungsfilm gleichgesetzt wird, unterscheidet er sich von diesem durch seinen exploitativen Charakter und die primär voyeuristische Zielrichtung der Inhalte.

## Zitat
„Der Sittenfilm heißt Sittenfilm, weil er als unsittlich gilt. Er macht der Staatsanwaltschaft gelegentlich Kummer, den Zuschauern auch. Wem er eigentlich Freude macht, habe ich bisher noch nicht herausfinden können.“